# Roodbuikpiranha
De roodbuikpiranha (Pygocentrus nattereri) is een piranha uit het geslacht Pygocentrus.

## Kenmerken
De roodbuikpiranha heeft een reputatie als een van de meest gevaarlijke zoetwatervissen in de wereld. Hun mond zit vol met messcherpe, driehoekige tanden, waarmee vlees van karkassen afgescheurd kan worden. De vis is meestal zilverkleurig, met een rode vlek in de zilveren oogrand. Hij heeft een donkergrijze kop met een oranjerode keelstreek.
Net zoals de naam impliceert, is de buik van de roodbuikpiranha rood. Toch is dit bij juvenielen niet het geval, die hebben een grijze, gestippelde buik. De maximumlengte bedraagt 33 cm en het gewicht 3,5 kg.

## Leefwijze
Het voedsel van de roodbuikpiranha bestaat vooral uit vis, insecten, wormen, schelpdieren en af en toe een groter dier. Ook zaden en vruchten worden weleens gegeten. In tegenstelling tot hun reputatie eet de roodbuikpiranha vooral dode en zieke of gewonde dieren, maar valt soms een gezond dier aan. De roodbuikpiranha eet in grote scholen rond zonsop- en zonsondergang. Ze vinden hun prooi door een stel sensoren aan de zijkant van hun lichaam, genaamd zijlijnen.
In tegenstelling tot het algemeen bekende karakter van de piranha's, zijn ze niet zo agressief als gedacht wordt. De roodbuikpiranha eet alleen als het honger heeft.

## Voortplanting
Een legsel bestaat meestal uit 1000 tamelijk grote eieren, die worden afgezet aan in het water hangende boomwortels. Het legsel wordt door beide ouders bewaakt totdat de eieren na 9 of 10 dagen uitkomen.

## Verspreiding en leefgebied
De soort komt voor in de rivier de Amazone, rivieren in het noordoosten van Brazilië en de rivieren Paraguay, Paraná en Essequibo.

## Kweek
De roodbuikpiranha wordt verkocht als aquariumvis.

## Geluid
Roodbuikpiranha's blijken geluid te maken als ze gevangen worden. Door onderzoekers aan de Université de Liège is ontdekt dat de dieren in een aquarium drie soorten geluid maken:
- Als de vissen elkaar zien, maken ze een blafgeluid.
- Bij een achtervolging klinkt een drummend, percussiegeluid.
- Wanneer ze elkaar bijten in een duel om voedsel klinkt een zachte kwaak.

Het merendeel van de tijd zwemmen de vissen vreedzaam rond en maken ze geen geluid. De achtergrond van het blaffen is dat het voor de dieren minder energie kost om veel geluid te creëren om indruk te maken. Het is bekend dat vissen ook geluiden maken om een partner te vinden. Bij de piranha's is dat nog niet ontdekt.
Het geluid dat de vissen produceren ontstaat via een gedwongen trilling van de zwemblaas die wordt aangestoten door speciale spieren.